# 宮浦宮
宮浦宮（みやうらぐう）は鹿児島県霧島市福山町福山に鎮座する神社。『延喜式神名帳』に載る大隅国の式内社5社の1社とされ、旧社格は県社。
鎮座地は大隅半島の西の付け根の、姶良カルデラの火口壁が鹿児島湾に迫る形で形成する傾斜地の平坦部に位置し、鹿児島湾を挟んで桜島に正対する景勝地となっている。

## 祭神
神武天皇と、天神七代12柱、地神五代5柱の計18柱を祀る。
天神七代は国常立神、豊雲野神、宇比地邇神と須比地邇神、角杙神と活杙神、意富斗能地神と大斗乃辨神、淤母陀琉神と阿夜訶志古泥神、伊邪那岐神と伊邪那美神を指すが、宇比地邇神以下は2柱を各1代と数えて都合7代となる。地神五代は天照大御神、天忍穂耳尊、天津日高彦火邇々杵尊、天津日高彦火々出見尊、天津日高彦波限建鵜葺草葺不合尊の神武天皇以前の皇祖5代。

## 沿革
『延喜式神名帳』大隅国囎唹郡に載せる「宮浦神社」に比定されるが、宝暦2年（1752年）以前の様子は一切不明である。当宮から北北西3キロ弱に若尊鼻（わかみこのはな）という岬があり、神武天皇が幼少期を当地で過ごした故事から「若皇子鼻（わかみこのはな）」と名付けられた事に始まるとの伝承がある。またこの若尊鼻という地名の別の伝承に、かつて日本武尊が熊襲を征伐する時、当岬で魚釣をしながら敵の動静を探っていたというものがある。
当地は宮崎県の都城市や高原町に近く、都城には神武天皇の皇居の跡という場所が、高原町には同天皇が降誕したという狭野神社があるので、同天皇が幼少期に当地へ来往する事もあり、そこから同天皇を祀る神社として創祀されたであろうし、上記若尊鼻も同天皇の別称である若御毛沼（わかみけぬ）命（『古事記』）から起こったのではないかという仮説があるが、それは附会で、次に見る禁忌の中にこそ創祀の事情が隠されているかと思われ、その点は不詳であるものの鎮座地が東方都城に連絡する陸路と西方鹿児島湾沿岸諸集落を結ぶ海路との接点に位置する事から船舶に深く関係する神社であった事が窺える。なお、桜島の噴火でたびたび被災したらしく、寛政3年（1791年）には大火で社殿を焼失したが薩摩藩藩主島津斉宣により再興されたという。
当宮祭神は麻と苧の栽培、正月25日の祭日以前の機織、同じく祭日以前に灸をする事の3点を嫌うので氏子もそれら行為を禁忌としていたが、生活に差し障りもある為に神慮を宥めてこれを無くそうと諮り、宝暦2年4月に京の吉田家へ神位の授与を願った所、式内社である由緒を以て同年12月18日に極位（正一位）の宗源宣旨と幣帛が下され、爾来「宮浦大明神」と称された。なお、この時同時に桃園天皇からの勅許も下され、薩摩藩領内の神社では神位授与に際して勅許の下された唯一の神社であったという。
明治6年（1873年）県社に列した。なお、同10年の西南戦争で被災している。

## 祭祀
明治以前は神武天皇が東征に発したという正月25日を祭日としたが、後に3月10日を例祭日とし、現在は4月3日となっている。上述のように宝暦以前は祭日前に機を織る事と灸をする事が禁じられていた。

## 社殿
本殿は桁行3間梁間2間の神明造。寛政3年の大火後に島津斉宣が再興したという社殿は西南戦争で失われた。

## 境内
本殿前に「夫婦銀杏」と称される2本の大銀杏が南北に分かれて立つ。神武天皇が東征に際して手植えしたものを植え継いだものとも、東征以前に仮の宮居であった記念に植えられたものとも伝えられており、樹齢はともに1,000年を数えるという（昭和39年（1964年）当時）。南側の銀杏は樹高38メートル、幹周7.55メートルで、寛政3年の大火の火傷跡が残り、北側の樹は樹高38.6メートル、幹周7.68メートルで、西南戦争の砲弾痕が残る。両樹とも昭和39年に鹿児島県の天然記念物に指定された。11月23日には銀杏祭りを行っている。
境内社が5社あり、また、神武天皇に因んで「御駐蹕伝説地宮浦」と刻んだ石碑や「神武天皇腰掛石」と称する座椅子形の石がある。

## 文化財
括弧内は種別と指定年月日
鹿児島県指定
- 福山のイチョウ（天然記念物、昭和39年6月5日）

霧島市指定
- 鎧（有形文化財、昭和61年（1986年）12月11日）

島津氏奉納の革製鎧。福山には島津氏の牧があったことから、馬追いの役人が着用していたものと考えられている。